# Heddy Navarro Harris
Heddy Navarro Harris, 1944 i Puerto Montt, Chile, är en chilensk författare och poet.